# أديلايد من آكيتاين
أدبلاهيد أو أديل أو أديلايد من آكيتاين (أديلايد من بواتييه) (حوالي 945 أو 952 - 1004) كانت ملكة فرنسا (الفرنجة) القرينة بزواجها من أوغو كابيه أول حكام فرنسا من آل كابيه العريقة.

## الحياة
كان أديلايد ابنة ويليام الثالث، دوق آكيتاين وأديل من نورماندي ابنة رولو دوق نورماندي، استخدمها والدها كضمان لـ هدنة مع أوغو كابيه التي تزوجته في 969.
في 987، بعد وفاة لويس الخامس آخر ملوك فرنسا من الكارولنجيون، انتخب زوجها أوغو كـ ملك جديد وهكذا أصبحت أديلايد ملكة القرينة، بحيث أعلنت كـ ملكة في سينليس، وباركت في نويون.
يبدو أن أوغو سمح لها بالمشاركة في السياسة، بحيث اقترح لها بـ تفاوض مع الوصية الإمبراطورية الألمانية الإمبراطورة ثيوفانو.
استطعت أديلايد انجاب العديد من أبناء من بينهم في المستقبل روبرت الثاني.